# Крейчова, Гана
Гана Крейчова (чеш. Hana Krejčová; род. 15 марта 1961, Прага) — чехословацкая гребчиха, выступавшая за сборную Чехословакии по академической гребле в 1980-х годах. Победительница и призёрка первенств национального значения, участница летних Олимпийских игр в Сеуле.

## Биография
Гана Крейчова родилась 15 марта 1961 года в Праге. Проходила подготовку в столичном гребном клубе «Славия».
Впервые заявила о себе в академической гребле на международном уровне в сезоне 1979 года, когда вошла в состав чехословацкой национальной сборной и выступила на юниорском мировом первенстве в Москве, где в зачёте одиночек стала четвёртой.
В 1981 году заняла 11-е место в парных двойках на чемпионате мира в Мюнхене.
В 1983 году в парных двойках была седьмой на чемпионате мира в Дуйсбурге.
На чемпионате мира 1985 года в Хазевинкеле финишировала пятой в той же дисциплине.
В 1986 году на чемпионате мира в Ноттингеме в парных двойках вновь стала пятой.
В 1987 году на чемпионате мира в Копенгагене показала седьмой результат в парных четвёрках.
Благодаря череде удачных выступлений удостоилась права защищать честь страны на летних Олимпийских играх 1988 года в Сеуле. В составе парного экипажа-четвёрки, куда также вошли гребчихи Ирена Соукупова, Любица Новотникова и Бланка Микискова, финишировала на предварительном квалификационном этапе четвёртой, но через дополнительный отборочный заезд всё же прошла в главный финал А, где в конечном счёте показала пятый результат.
После сеульской Олимпиады Крейчова ещё в течение некоторого времени оставалась действующей спортсменкой и продолжала принимать участие в крупнейших международных регатах. Так, в 1989 году она отметилась выступлением на чемпионате мира в Бледе, где в программе парных четвёрок заняла четвёртое место.